# جمهوری سوسیالیستی مقدونیه
جمهوری سوسیالیستی مقدونیه، یکی از شش جمهوری‌های سوسیالیستی تشکیل‌دهنده جمهوری فدرال سوسیالیستی یوگسلاوی بود.
این جمهوری، امروزه به کشور مستقل جمهوری مقدونیه تبدیل شده‌است. پس از تغییر نظام سیاسی به نظام پارلمانی، این جمهوری نام خود را به نام رسمی جمهوری مقدونیه در سال ۱۹۹۱ تغییر داد. و پس از آغاز فروپاشی یوگسلاوی خود را یک کشور مستقل معرفی کرد.
از لحاظ جغرافیایی، جمهوری سوسیالیستی مقدونیه، با آلبانی از غرب، با یونان از جنوب و با بلغارستان از شرق هم‌مرز بود. درون یوگسلاوی، با صربستان و کوزوو نیز هم‌مرز بود.

## پیش زمینه
اولین کشور مقدونیه‌ای با نام مقدونیه دموکراتیک فدرالی (مقدونی: Демократска Федерална Македонија) در اولین جلسه عمومی مجمع ضد فاشیستی برای آزادی ملی مقدونیه در دوران جنگ جهانی دوم در مقدونیه یوگسلاویایی اعلام استقلال کرد. این مجمع به صورت پنهانی در روز ۲ اوت ۱۹۴۴ در منطقه اشغالی یوگسلاوی به دست بلغارستان برپا شد. این روز به دست مقدونی‌ها به عنوان روز جمهوری شناخته و برپا داشته می‌شود و این روز همچنین روز شورش ایلیندن علیه امپراتوری عثمانی در سال ۱۹۰۳ میلادی نیز می‌باشد. هرچند پس از اینکه بلغارستان با فشار شوروی از منطقه مقدونیه بازنشینی کرد، یک دولت وابسته به آلمان نازی به نام مقدونیه خودمختار پایه‌گذاری شد. در اوایل اکتبر همان سال، زیر نظر دولت نوین وابسته به شوروی بلغارستان، ارتش بلغارستان باری دیگر به یوگسلاوی وارد شد تا جلوی نیروهای آلمانی را از عقب‌نشینی از یونان بگیرد. در مقدونیه بلغارها شانه به شانه همراه با پارتیزان‌های مقدونی علیه آلمان جنگیدند.
واردار مقدونیه در نوامبر ۱۹۴۴ در نام از اشغال آلمانی‌ها آزاد گشت. با این حال، آلبانیایی‌های ضدکمونیست همچنان می‌خواستند در غرب مقدونیه در قدرت بمانند. آن‌ها تلاش کردند تا از ادغام شدن ناحیه به دست پارتیزان‌های یوگسلاویایی جلوگیری کنند، مدت کوتاهی پس از اینکه پارتیزان‌ها اعلام پیروزی کردند.
ایدئولوژی این یوگسلاوی نوین پنهان باقی مانده بود. پارتیزان‌ها از یوگسلاوی یک «فدراسیون دموکراتیک» با شش جمهوری در ذهنشان ساخته بودند. پس از اینکه تیتو به عنوان رئیس‌جمهور در ۲۹ نوامبر ۱۹۴۵ پذیرفته شد، جمهوری فدرال سوسیالیستی یوگسلاوی اعلان شد و قانون اساسی آن در ۱۹۴۶ نوشته شد. به همین خاطر، مقدونیه نامش را به جمهوری خلق مقدونیه تغییر داد و به عنوان یک جمهوری در فدراسیون یوگسلاوی پذیرفته شد.
با این وجود، برخی از مردم علیه فدراسیون بودند و خواستار خودمختاری بیشتر از سوی مراجع فدرال شدند و همین منجر به برخی اعدام‌ها و تبعیدها شد. یکی از قربانیان این اعدام‌ها، اولین رئیس‌جمهور جمهوری مقدونیه یعنی متوحیجا آنتونوف-چنتو بود. برای از بین بردن نمادهای بلغاروفیل، کمونیست‌های یوگسلاویایی یک پروسه سنگین از مقدونی‌سازی و ملت‌سازی را آغاز کردند. کسانی که رؤیای یک مقدونیه آزاد و بلغاری داشتند و ضد-یوگسلاوی بودند از مقامشان منع شدند و اکثراً مجازات و زندانی شدند. در بیشتر مواقع آنها به صورت دسته جمعی اعدام می‌شدند، مانند کریسمس خونین (۱۹۴۵). شمار قربانیان همچنان نامشخص است، اما تحقیقات به دست بلغاری‌ها نشان می‌دهد که حدود ۵۰٬۰۰۰ تن کشته، زندانی، تبعید، کار اجباری و شکنجه شدند.
زبان مقدونی زبان ملی جمهوری تعیین شد. این جمهوری بر اساس واردار مقدونیه، بخشی از ناحیه مقدونیه پایه‌گذاری شد. برخی سیاستمداران مقدونی ایدئولوژی مقدونیه متحد را ارائه کردند، که شامل مقدونیه اژه‌ای و مقدونیه پیرین می‌شد. این ایدئولوژی تاحدی به دست مقامات یوگسلاوی پذیرفته شده بود.
در سال ۱۹۶۳ میلادی، نام جمهوری به جمهوری سوسیالیستی مقدونیه تغییر گشت.

## قانون اساسی
Constitution of the Socialist Republic of Macedonia, 1974 – Official Gazette (به مقدونی)
جمهوری سوسیالیستی مقدونیه، به عنوان یک دولت ملی از مقدونی‌ها و دیگز اقلیت‌های نژادی تعریف شده بود. قانون اساسی جمهوری همچنین تعیین سرنوشت و جدایی‌خواهی را به رسمیت می‌شناخت. مرزهای جمهوری فقط با تصمیم مجلس تغییر می‌کرد. ساکنان جمهوری از شهروندی یوگسلاوی و یک شهروندی مقدونی داخلی برای امور تجاری نیز بهره‌مند بودند.
این جمهوری قانون اساسی، نهاد ریاست‌جمهوری، حکومت، مجلس، زبان رسمی و نشان ملی خود را دارا بود.

### اقلیت‌ها
هرچند که مقدونی‌ها اکثریت مردم بودند و یکی از کشورهای تشکیل دهنده یوگسلاوی بودند، حق و حقوق اقلیت‌ها در قانون اساسی نیز رعایت می‌شد. زبان رسمی جمهوری مقدونی بود اما مقدونی‌های ترک و مقدونی‌های آلبانیایی حق تحصیل در زبان خود و استفاده آن در رسانه را داشتند.

### دین
اگرچه حکومت کمونیستی قدرت دین را تضعیف می‌کرد، آزادی ادیان تاحدی مجاز بود. مقامات به کلیسای ارتدکس مقدونیه نیز اجازه فعالیت دادند. در سال ۱۹۷۲ ساخت و ساز بزرگترین کلیسای ارتدکس یعنی کلیسای سنت کلمنت از اوهرید آغاز گشت. مسلمانان، کاتولیک‌ها، پروتستان‌ها و دیگر جوامع مذهبی نیز می‌توانند سازمان‌های خود و عبادتگاه‌ها را حفظ کنند.

### جغرافی
جمهوری سوسیالیستی مقدونیه از لحاظ اندازه و جمعیت چهارمین کشور درون یوگسلاوی بود. درون یوگسلاوی، از شمال با جمهوری سوسیالیستی صربستان و از شمال غرب با استان سوسیالیستی خودمختار کوزوو و با یونان از جنوب و از شرق با جمهوری خلق بلغارستان و از غرب با جمهوری سوسیالیستی خلق آلبانی هم‌مرز بود.